# 普帕
普帕（法語：Poupas）是法国南部-比利牛斯大区 塔恩-加龙省的一个市镇，属于卡斯特尔萨拉桑区 拉维县。该市镇2009年时的人口 为82人。

## 人口
普帕人口变化图示
| 数据来源：INSEE |